# Molophilus riawunna
Molophilus riawunna là một loài ruồi trong họ Limoniidae. Chúng phân bố ở miền Australasia.